# Verwaltungsgemeinschaft Miltach
Die Verwaltungsgemeinschaft Miltach im Oberpfälzer Landkreis Cham wurde im Zuge der Gemeindegebietsreform am 1. Mai 1978 gegründet. Ihr gehörten die Gemeinden Blaibach, Miltach und Zandt an. Mit Wirkung ab 1. Januar 1980 wurde die Gemeinde Blaibach entlassen. Zum 1. Januar 1998 wurde die Körperschaft aufgelöst, beide Gemeinden haben seither eigene Gemeindeverwaltungen.
Sitz der Verwaltungsgemeinschaft war Miltach.